# Mike Mills
Michael Edward Mills (n. 17 decembrie 1958, California, SUA) este un multiinstrumentist, cântăreț și compozitor american, membru fondator al trupei de alternative rock R.E.M. Deși este cunoscut în primul rând ca chitaristul bas și solist al R.E.M., repertoriul său muzical include, de asemenea, clape, chitară și ocazional solist vocal. A contribuit la majoritatea compozițiilor muzicale ale trupei și este singurul membru care a avut o pregătire muzicală formală.